# Venationes
 (novembre 2016).

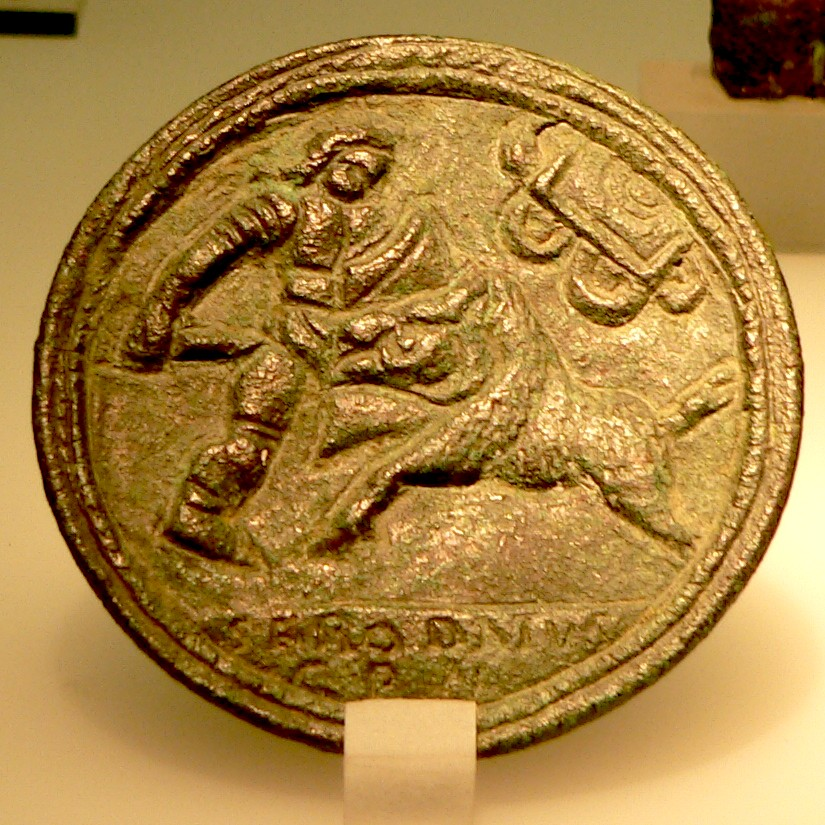
Médaillon de bronze représentant un combat entre un homme et un animal sauvage.

Les venationes (mot féminin, pluriel de venatio, la chasse en latin, dont dériva le français venaison par continuité héréditaire) sont un type de spectacle dans les jeux de l'amphithéâtre de la Rome antique. Ces Jeux du cirque mettent aux prises des animaux sauvages entre eux, ou des animaux et des hommes, ou encore des simulacres de chasse dans un amphithéâtre dont l'arène était occupée par un décor censé rappeler le milieu naturel d'origine des animaux.
Les sources littéraires et iconographiques montrent que ces venationes comprennent, non seulement les combats d'animaux mais aussi des jeux, des exhibitions d’animaux apprivoisés et des spectacles acrobatiques.
Au début du Ier siècle apr. J.-C., le développement des amphithéâtres permet la réunion des venationes et des munera dans un même édifice. Au même moment, les ludi meridiani auxquels prennent part les paegniarii se greffent à ces spectacles. Les venationes privilégient la lutte des venatores et des bestiarii. Il est important de faire une distinction nette entre ces deux combattants dont les prérogatives sont différentes. Alors qu'à la suite du traité d'Honorius, promulgué en 404 apr. J.-C., les combats de gladiateurs sont définitivement interdits, les chasses d'amphithéâtre se poursuivent au moins jusqu'au VIe siècle.

## Histoire

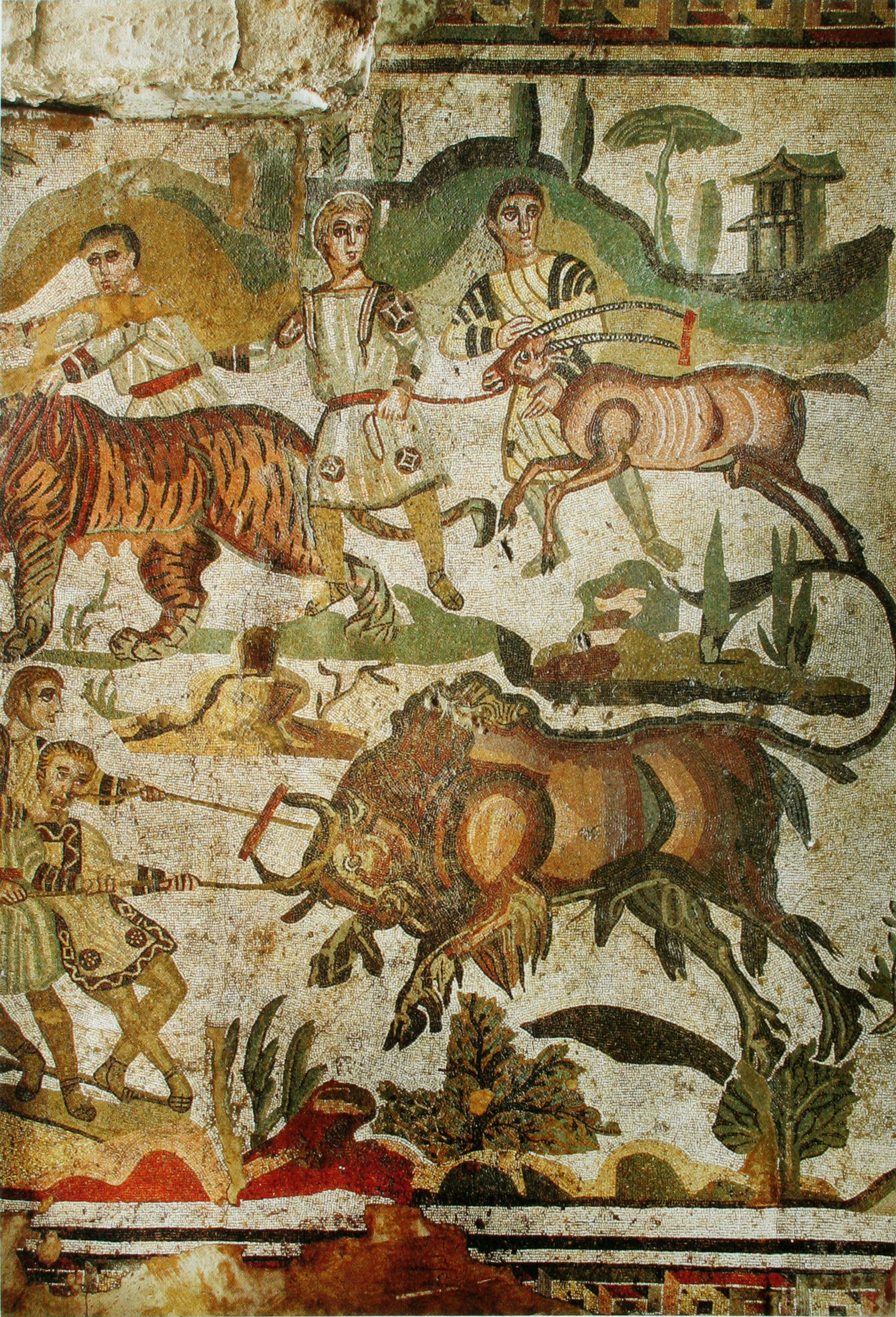
La mosaïque de la Grande Chasse de la villa romaine du Casale montre plusieurs scènes de capture et transport d'animaux exotiques d'Afrique et d'Asie.

Les venationes apparaissent à Rome au IIe siècle av. J.-C. La première grande venatio est organisée en 186 av. J.-C. lors du triomphe de Marcus Fulvius Nobilior sur les Étoliens et le roi de Syrie Antiochus III. Elle fait figurer des panthères et des lions. Le succès populaire est tel qu'il inquiète la classe politique et un sénatus-consulte interdit l'importation de fauves, interdiction levée en 170 av. J.-C. L'année suivante, un spectacle est organisé avec 63 panthères, 40 ours et 40 éléphants. Des venationes de plus en plus spectaculaires sont montées, pour gagner les suffrages des spectateurs-électeurs. En 55 av. J.-C., Pompée célèbre l'inauguration  de son théâtre avec 410 panthères et 600 lions.
Les venationes suscitent un important trafic d'animaux, notamment des bêtes sauvages d'Afrique du Nord (lion, léopard, buffle, rhinocéros, éléphant) importées à Rome, et font la fortune d'entrepreneurs, tel le dominus (maître) de la villa romaine du Casale.
En Gaule, les venationes devaient sans doute proposer des exhibitions moins extraordinaires qu'à Rome. Il est très probable qu'une faune régionale composée d'ours, de sangliers, de taureaux et de cervidés constituait le gros des ménageries des amphithéâtres. Le coût d'approvisionnement des animaux "exotiques" comme le lion, la panthère, le tigre ou l'éléphant était colossal. Seuls des organisateurs très fortunés pouvaient se permettre de telles folies. 
Une dédicace trouvée à Cologne indique les exploits du centurion Q. Tarquitius Restitutus qui rapporte avoir capturé cinquante ours en six mois. Il s’agit d’un bon exemple qui met en exergue l’importance du gibier local dans le quotidien des populations et, sans doute, dans le ravitaillement des ménageries.

## Déroulement et types devenationes
Les sodalités africaines étaient chargées d'organiser les venationes.
Les animaux étaient jetés dans l'arène après une longue période passée dans l'obscurité, les bêtes étant parquées quelques jours dans des niveaux souterrains sans nourriture et sans eau, afin de les rendre agressives.
Deux types de combattants sont habituellement utilisés dans le cadre d'une venatio. Il s'agit du venator dont le nom rappelle qu'il se sert du venabulum, l'épieu, comme arme principale et du bestiarius, un combattant proche des gladiateurs par son armement. En effet, sa panoplie est le plus souvent constituée d'un casque et d'un glaive. Lorsque ce bestiarius lutte contre un taureau, on utilisera plutôt le terme taurocenta pour le définir. À cette occasion, il privilégiera la hache ou la lance, en plus d'un bouclier rectangulaire (scutum), pour se défendre et frapper l'animal. De la même manière, un venator luttant contre un taureau prendra le nom de taurarius. Par contre, si ce chasseur à l'épieu s'oppose à un ours, on l'appellera ursarius.
Les lancés mixtes sont fréquents dans les arènes. Les animaux y sont jetés pêle-mêle mais très souvent des dresseurs sont là pour organiser la chasse des venatores et des bestiarii. Ces dresseurs sont communément appelés paegniarii. Ils utilisent des fouets pour maîtriser les bêtes récalcitrantes et sont équipés d'un justaucorps rembourré qui leur offre une bonne protection en cas de morsures ou de griffures. Il existe des dresseurs particuliers appelés magistri dont le rôle est différent et consiste en des tours de dressage. Ces « maîtres » ont une relation saine avec l'animal qu'ils exhibent. Souvent, on les figure près d'une bête avec une baguette tandis que leur main est posée sur le flanc de l'animal. Ce geste, appelé palpatio, témoigne du lien affectif entre l'homme et la bête. On peut observer cette complicité sur la mosaïque de Nennig.

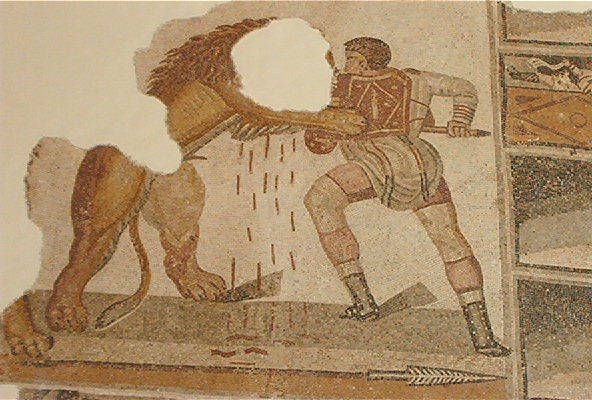
Venator de Thélepte, musée national du Bardo.
Mosaïque, lancé mixte d’animaux sauvages, musée national du Bardo.
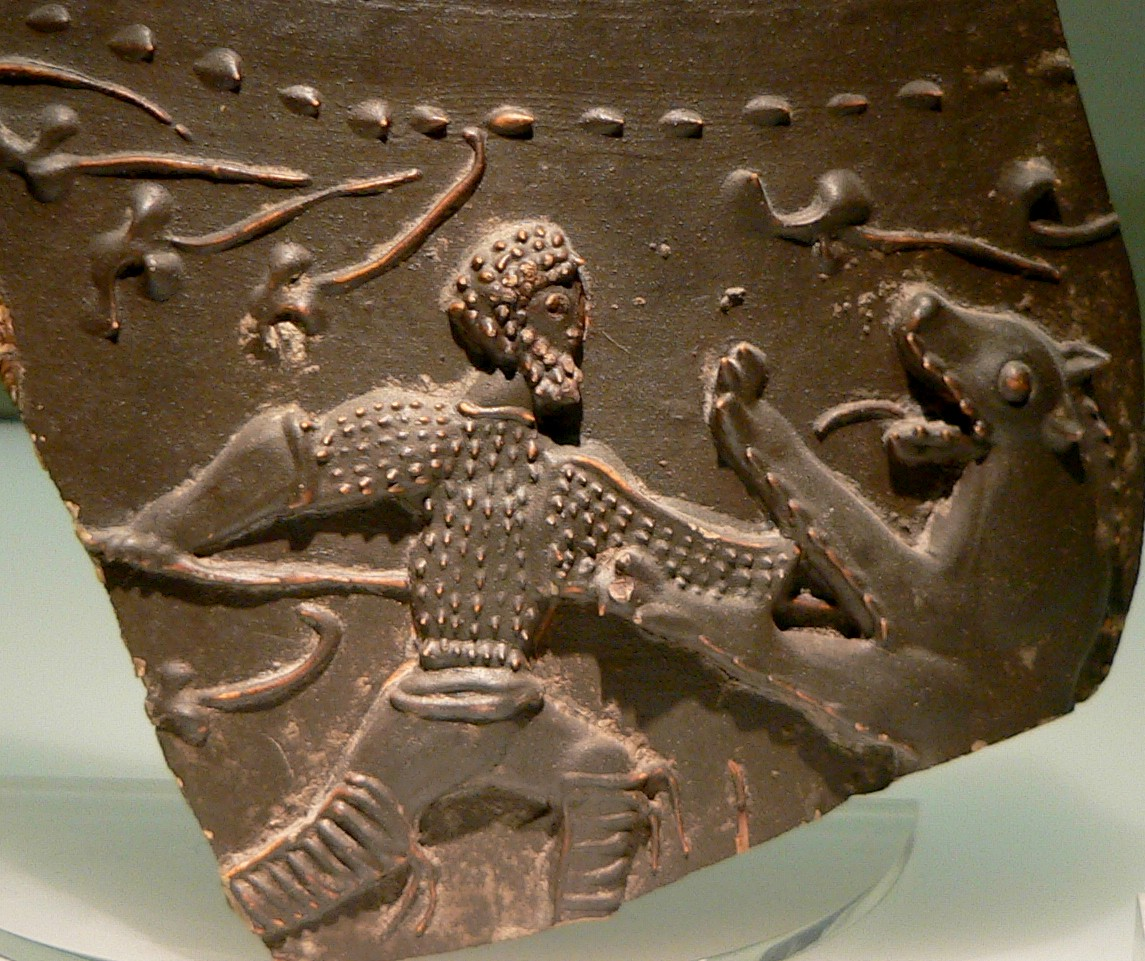
Paegniarius luttant contre un ours
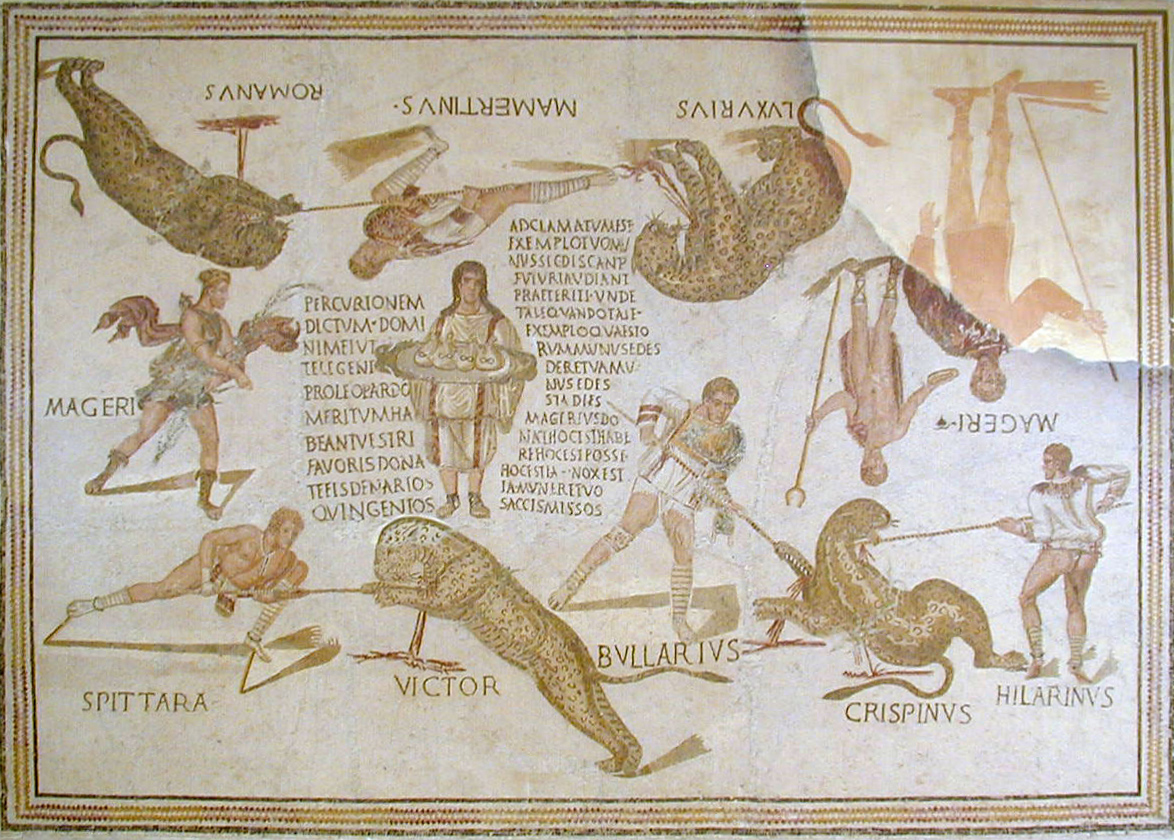
Mosaïque de Magerius, riche d'enseignements pour nos connaissances de l'organisation des Venationes